# Takács Péter (jogász)
Takács Péter (Eger, 1955. június 3. –) magyar jogász, egyetemi oktató; jogfilozófus, az államelmélet művelője.

## Életpályája
Egyetemi tanulmányait 1974 és 1979 között az Eötvös Loránd Tudományegyetem Állam- és Jogtudományi Karon végezte, ahol jogi diplomát szerzett, majd az ELTE Bölcsészettudományi Karon filozófia szakra járt 1981 és 1984 között, ahol bölcsész diplomát kapott. Oktatói pályáját a Miskolci Egyetem jogi karán kezdte az 1980-as években. 1989-ben és 1992-ben kétszer fél évet töltött kutatóként az Oxfordi Egyetemen. 1990-től 2010-ig a budapesti ELTE Állam- és Jogtudományi Karán oktatott. 2010-től a Budapesti Corvinus Egyetem Közigazgatás-tudományi Karának oktatója volt, mely 2012. január 1-jétől a Nemzeti Közszolgálati Egyetem kara lett. 2013-tól a győri Széchenyi István Egyetem Deák Ferenc Állam- és Jogtudományi Karának oktatója.

## Kutatási területe
Kutatási területe: állam- és jogbölcselet. Azon belül elsősorban államelmélettel, valamint az államra és a politikára vonatkozó eszmék történetével foglalkozik. A jogbölcselet terén a jogászi érvelés és a jog művészeti reprezentációjának feldolgozása terén tett lépéseket. Kutatási területén szakfordítói tevékenységet is folytat.

## Tudományos fokozatai
- az állam- és jogtudományok kandidátusa (1992)
- habilitáció az ELTE Állam- és Jogtudományi Karon (állam- és jogtudomány) (2004)
- tudományos cím: az MTA doktora (D.Sc.) (2023)

## Főbb publikációi
- könyvek (önálló szerzői mű)

1. Az állam és a jog vizuális reprezentációja. Budapest, Gondolat Kiadó (Florilegium), 2025. 1–245. o. ISBN: 978 963 556 593 1, open access: https://real.mtak.hu/216372/
2. Az államok rendszertana és tipológiája: Államelméleti elemzés. Budapest, Gondolat Kiadó (Florilegium), 2023. 1–534. o. ISSN 2498-7603, ISBN 9789635564767; open access: https://real.mtak.hu/199424/
3. A rózsa neve: Magyar Köztársaság. Az államok nevéről és a magyar állam átnevezéséről. Budapest, Gondolat Kiadó (Recta Ratio, ISSN 2064-7107) 2015. 1–227. o. ISBN 978 963 693 598 6
4. Államtan. Két fejezet az állam általános elmélete köréből. A modern állam és elmélete. Budapest, Budapesti Corvinus Egyetem Közigazgatástudományi Kar, 2011. [II.] 1–164. o. ISBN 978-963-503-468-0. & Államtan. Négy fejezet az állam általános elmélete köréből. Az állam általános sajátosságai. Budapest, Budapesti Corvinus Egyetem Közigazgatástudományi Kar, 2011. [II.] 1–263. o. ISBN 978-963-503-469-7.
5. John Austin és a klasszikus analitikus iskola jogelmélete. Budapest, ELTE ÁJK (Sisyphus. Állam- és jogbölcseleti előadások/Bibliotheca Iuridica. Publ. Cathedrarum 41) 2010. 1–84. o. ISBN 978 963 284 142 7.
6. Nehéz jogi esetek. Jogelmélet és jogászi érvelés. Budapest, Napvilág Kiadó, 2000. 1–400. o.; 2. változatlan kiad.: 2002. 1–399. o. ISBN 963 935 013 3.

- jellegzetes tanulmányok

1. On the Names of States: Naming System of States Based on the Country Names and on thePublic Law Components of State Titles. = German Law Journal [ISSN: 2071-8322. CUP] vol. 21. No. 6. (p.26), pp.1257–1282. DOI: https://doi.org/10.1017/glj.2020.71 és
2. Renaming States – A Case Study: Changing the Name of the Hungarian State in 2011.: Its Background, Reasons, and Aftermath. = International Journal for the Semiotics of Law – Revue internationale de sémiotique juridique [ISSN: 0952-8059 (print) 1572-8722 (online). Springer] vol. 33 (3) Paper (2020) pp. 899–927. [https://link.springer.com/content/pdf/10.1007/s11196-020-09692-y.pdf  DOI:https://doi.org/10.1007/s11196-020-09692-y
3. Az államok nevéről. = Állam- és Jogtudomány. ISSN 0002-564X LVI. évf. 2015/1. szám, 44-74. o. -
4. Elfeledett „Jogtudomány” [Gustav Klimt Jogtudomány c. művéről]. = Jog. Állam. Politika. Jog- és Politikatudományi Folyóirat. 1. évf. 2009/1. szám 147-166. o. ISSN 2060-4580.
5. A rejtőzködő Picasso. Egy festő politikai értékei és szerepvállalása. = Jog Állam Politika. Jog- és Politikatudományi Folyóirat. 2013/1. szám. 3 –37. o. ISSN 2060-4580.
6. Ruttkay György: Egy jogász-festőművész élete és munkássága. Két világ, két úr – két élet? = Miskolci Jogi Szemle. 2013/2. [ténylegesen megj.: 2014] 5-22. o. ISSN 1788-0386, letölthető: https://real.mtak.hu/80630/
7. Egy politikai eszme a joggyakorlatban: az Altmann-ügy. Hogyan (nem) szerzett joghatóságot az Amerikai Egyesült Államok az Osztrák Köztársaság egyik intézménye felett [Gustav Klimt egyik képének jogi helyzetéről]. = Az állam szuverenitása. Eszmény és/vagy valóság. Interdiszciplináris megközelítések. Szerk.: Takács Péter. Budapest – Győr, Gondolat Kiadó – MTA TK Jogtudományi Intézete – Széchenyi István Egyetem Deák Ferenc Állam- és Jogtudományi Kara (sorozat: Juris Dictio, ISSN 2416-1500), 2015. ISBN 978 963 693 599 3 501–519.
8. A király nélküli királyság = Jogtörténeti Szemle. 2017/3. szám [megj.: 2018] 80-89. o. ISSN 0237-7284
9. Autokrácia és autoriter rezsim: Észrevételek két osztályozó kategória jelentéséhez és használatához. = Unitas multiplex: Ünnepi tanulmányok Szigeti Péter 65. születésnapjára. Szerk.: Takács Péter. Budapest –  Győr, Gondolat Kiadó (sorozat: Juris Dictio), 2017. (464) 385-410. o. ISBN 978-963-693-807-9
10. Somló Bódog élet- és pályarajza dokumentumokkal illusztrálva. = Jog – Állam –Politika. Jog- és Politikatudományi Folyóirat. 8. évf. 2016/4. szám [megj.: 2017], 3–72. ISSN 2060-4580

- könyvek (jellegzetes szerkesztett művek)

1. Állambölcseleti töredék. Somló Bódog írásai és hátrahagyott jegyzetei egy megírni tervezett Állambölcseletből. Budapest, Gondolat, 2016. /Juris Dictio; Florilegium/ 264. o. ISBN 978 963 693 684 6
2. Az állam szuverenitása. Eszmény és/vagy valóság. Interdiszciplináris megközelítések. Budapest – Győr, Gondolat Kiadó – MTA TK Jogtudományi Intézete – Széchenyi István Egyetem Deák Ferenc Állam- és Jogtudományi Kara (sorozat: Juris Dictio, ISSN 2416-1500), 2015. 562. o. ISBN 978 963 693 599 3
3. Államtan. Írások a XX. századi általános államtudomány köréből. Budapest, Szent István Társulat, 2003. /Bibliotheca Iuridica. Publicationes Cathedrarum 15/ /Jogfilozófiák/ XVI. + 962. o. ISBN 978-963-361-4754

- dokumentum-közlés (közzétett és gondozott művek)

1. Szladits Károly levelei Somló Bódoghoz (1897-1917). Iustum Aequum Salutare (ISSN 1787-3223). 14. évf. 2018. 3. szám, 273-323. o. elérhető: https://real.mtak.hu/93266/
2. A Szladits család és a XX. századi történelem. Dokumentumok: néhány levél, egy visszaemlékezés és egy katonai jelentés”. Jog. Állam. Politika. Jog- és Politikatudományi Folyóirat (ISSN 2060-4580). 14. évf. 2022. 1. szám, 71-110. elérhető: https://real.mtak.hu/155941/

- fordított művek

1. H. L. A. Hart: A jog fogalma [H. L. A. Hart: The Concept of Law című művének (Oxford, Clarendon Press, 21994) fordítása]. Ford. és a válogatott irodalom jegyzékét összeállította: Takács Péter. Budapest, Osiris, 1995. /Jogfilozófiák/ 1–375. o. ISBN 963-379-0743
2. David Hume összes esszéje. [David Hume: Essays and Treatises on Several Subjects. Edinburgh, 1777. című művének fordítása]. 1–2 kötet. Budapest, Atlantisz Könyvkiadó, 1992–1994. 1. kötet [1992]: 1–298. o.; 2. kötet [1994]: 1–439. o. ISBN 963-7978-21-6 (ö.)

## Díjai, elismerései
- Trefort Ágoston Emléklap (ELTE ÁJK) 1996  (a Kari Könyvtár építéséért)
- Pro Universitate Emlékérem (ELTE) 2004 (tudományos dékánhelyettesi tevékenységért)
- Nívódíj (ELTE ÁJK) 2006 (az év legjobb tankönyvéért)
- A Magyar Köztársasági Érdemrend lovagkeresztje (MK) 2009 (tananyag-fejlesztésért és az állam- és jogelmélet szakmai műveléséért)[1]